# ふたりのイーダ
『ふたりのイーダ』は、日本の児童文学作品。著者は児童文学作家の松谷みよ子。戦争や公害などの社会の暗部に光を当て続けた『直樹とゆう子の物語』シリーズ全5部作の第1作である。幼い兄妹と、動き回って言葉を話す不思議な椅子との交流を通じて、原子爆弾の悲劇を伝える作品である。1969年（昭和44年）に講談社より「児童文学創作シリーズ」の1巻として刊行。1976年（昭和51年）には松山善三と山田洋次により、同名の映画として公開された。

## あらすじ
1960年代半ばの、ある年の夏。直樹とゆう子の兄妹は、母の出張の間を、祖父母の住む広島県の花浦で過ごすことになる。
花浦に着いた日、直樹は不思議な椅子を目にする。その椅子は、「イナイ、イナイ、ドコニモ、イナイ」と呟きつつ、動物のように道端を歩き、古びた洋館へと姿を消して行く。
あくる日、直樹はその洋館で、ゆう子と椅子が遊んでいる光景を目にする。椅子が言うには、その館には「イーダ」という名の少女が住んでいたが、かつて姿を消してしまい、ゆう子こそがそのイーダなのだという。ゆう子もイーダと仇名されており、幼いためか、その洋館を自分の家だと言い張る。
やがて近所に住む女性・りつ子が、事情を知る。りつ子の協力により、椅子のいうイーダは、広島市への原子爆弾投下により、家族と共に死亡したらしいとわかる。ゆう子が洋館で住人のように振る舞い、直樹の知らない言葉や遊びを知っていたことから、直樹は次第に、ゆう子をイーダの生まれ変わりではないかと考え始める。
直樹は洋館で椅子に、イーダは数十年前に死んでいると告げる。しかし椅子は聞き入れず、ゆう子がイーダである証拠に、背中に3つのほくろがあるはずと答える。ゆう子が背を見せると、ほくろはない。椅子は真実を知ったことで、バラバラに壊れ、動かなくなってしまう。
直樹たちが東京へ帰った後、りつ子からの手紙で、真相が明らかになる。りつ子こそが、椅子のいうイーダであった。りつ子は3歳のとき被爆し、両親が死去し、現在の養父母に引き取られていた。その後に原爆症による白血病で苦しみ、回復した矢先に直樹たちと出逢い、直樹たちの帰郷後に自分の素性を知ったのだ。そして現在のりつ子は、体調の悪化により再入院を強いられていた。椅子はりつ子の手で修復されていたが、もう言葉を話さないとのことだった。
りつ子の手紙は、自分が病気から回復し、将来は女の子を産み、その椅子に座らせることを望んでいることで締めくくられている。直樹が、りつ子の回復、椅子が甦ること、皆の幸福を願いつつ、物語は終わる。

## 登場人物
直樹（なおき）
小学校3年生の少年。東京都在住。物語は直樹の一人称で語られる。
ゆう子（ゆうこ）
直樹の妹。2歳11か月。かつて直樹が不満げに「イーダ」と言った仕草を気に入り、しばしば「イーダ」と真似していたことで「イーダ」と仇名されている。
りつ子（りつこ）
直樹たちの祖母の知人の女性。年齢は20歳代。実は3歳の時に原爆に遭遇して孤児となっており、同じ歳の実子を亡くしたばかりだった夫婦に遭遇して引き取られた。自分の名前をはっきりと言えないまま一部が破損した名札をつけていたことから養父母に「りつ子」と名付けられたが、後に元々は椅子のある洋館に祖父と暮らしていた少女で、本名は「いつ子」であったことが判明する。当時何らかの用事で祖父とともに広島市内に出かけて祖父と死別したようである。
椅子（いす）
木製の古びた椅子。言葉を話し、動物のように歩く。無人の洋館で、20数年前に姿を消した少女「イーダ」を待ち続ける。

## 作風とテーマ
本作品のイメージの要は、イーダを捜して歩き回る椅子である。椅子が無人の洋館でイーダを待ち続けていたところへ、同じ仇名を持つゆう子が現れ、ごく自然に自宅同様に振る舞い、椅子と遊ぶ。椅子もイーダが帰ってきたと喜ぶ。しかし、ゆう子は椅子のいうイーダとは別人である。椅子のいうイーダとは誰か、なぜ帰って来ないのかといった謎を解く構造になった作品が、本作である。
直樹が「イーダとは誰か」と謎を追うという点で、本作は推理小説に似た技法が取り入れられている。これについて著者の松谷みよ子は、「現代の読者たちは、原爆について特に興味が無いであろうことから、読者たちがこの題材に踏み入っていく道筋として、視点を定めたときからこの手法を想定していた」という。また松谷が製作当時に読み始めた推理作家のアガサ・クリスティからも、影響を受けている。
題名や表紙は、原爆を髣髴しにくく、むしろファンタジーや幼年童話の印象に近い。物語もメルヘンに近く仕立てられており、挿絵も幼年童話を思わせる。こうしたファンタジーの世界とスリルに満ちた展開が、読者を惹きつけていると考えられている。
作中では椅子が登場するが、児童作品の多くでは、こうした非生物のキャラクターは、子供の友達として扱われる。これにより、原爆という過去の悲惨な現実が、椅子という常套的な手段を通じて、読者にとってより身近に、抵抗なく触れることのできる作風となっている。

## 製作背景
松谷みよ子自身が語る製作背景によれば、1967年（昭和42年）春のある夜、松谷が自分の跡を何者かがつけて来ると感じて、振り向いて見ると、椅子が「ナイ、ナイ、ドコニモイナイ」と呟きながら、歩いていた。無生物である椅子が喋り、歩いていたという体験について、後に松谷は「夜道で何者かがつけて来ると感じる体験は誰にでもあり、大抵は犬や猫だが、そのときは椅子のような感じがした」「幻覚に過ぎないだろうが、実際にそのような感じがした」と語っている。
それがなぜ椅子なのかの理由については、松谷は「そういうことは聞かないでほしい、新雪の雪原に足を踏みこまれるような心持」「椅子との出会いは必然的なものでした。なぜ椅子なのですか? それは言えません。そこはいいたくないということがあって……」と語っている。これについて、松谷が本書の後書きで「廃屋に放置されているような古い器物が、命が宿っているような気がして怖く思えることがある」と述べていることから、椅子は松谷の分身であり、それと同時に、忘れたいことでも忘れさせてくれない、恐怖を感じるにもかかわらず自分の近くにいてほしい存在ではないか、といった分析もある。
松谷は、椅子が強く印象に残っていたことで、椅子を主人公とした『もうひとつのおうち』（小学館『幼児と保育』1967年7月号）や『にげだしたオバケ』（同8月号）の2作の短編作品を発表した。しかし、松谷は椅子に対して、書き尽くせない物が何かあると感じ、鎮魂の思いを新たに抱いて書き下ろす必要を感じていた。
当時、児童図書の出版社である童心社の編集長である稲葉桂子が松谷の近所に住んでおり、松谷は稲葉と「椅子が話したわけではないけれど、この話は原爆に関係しているらしい」と話していた。この話を原爆に紐づけた理由について、松谷は後の講演で、「椅子との出会いの約1年後、椅子が話したのか、自分の心の中から聞こえたのかはわからないが、『それが原爆と繋がっている』という声が聞こえた気がしたと語っている。稲葉は先述の2作品を高く評価し、その続編の製作を望んだ。しかし松谷は、椅子の意思を理解し始め、従来のような形式の児童文学では、その意思を表現することができないと考えていた。
翌1968年（昭和43年）、松谷は講談社から、それまでに経験のない長編作品の依頼を受けた。同年に山口県岩国市と広島へわたり、児童文学作家の沖井千代子、『原爆の図』の作者である丸木位里と丸木俊の夫妻、被爆者たちの取材を経て、歩く椅子と原爆などのイメージを作品として形作っていった。松谷は被爆者についての取材を経て、「無数の死者の群れが地の底から立ち上がって来るのを感じた」と語っている。
取材を終えての帰郷後、「あるく椅子」の仮題で執筆が始められた。松谷の次女が当時2歳であり、その幼さゆえに松谷の手を煩わせたことから、次女の印象が本作の大部分を占めることとなった。また、原爆という題材が、現代を生きる子供たちにとってさほど関心を持たれないと考えられたことから、その題材に踏み入り、作品へ引き込む道筋として、執筆当初より、推理小説に似た手法がとられていた。終盤の執筆において、松谷は直感から新キャラクター「りつ子」を登場させ、さらにそのりつ子から「私がイーダちゃんなのよ。まだわからないの?」と言われているかのような直感を受けて、1人と設定していた「イーダ」が2人となったことで一気に製作が進行、同1968年12月に本作が完成した。
また松谷は第二次世界大戦末期、まだ17歳の頃に、戦死者を取り上げた新作能作品『忠霊』を見て、深い感動を覚えていた。文学評論家の安藤美紀夫は本作を、「17歳の松谷が『忠霊』から得た感動を形象化し得た作品」と述べており、死者との出会いや死者との対話を通して、彼らを死に追いやったものを問い詰めていく作品だと述べている。
作中で語られる少女「イーダ」は、松谷の実子が当時、頻繁に「イーだ」と言っていたことがモデルとなっている。松谷によれば、この子供は幼いときから年齢にそぐわない、直感的に相手の心を見透かしたような言動が多く、ときにそうした子供の考えに恐れを抱いたことから、そうした要素も本作の元となっている。
松谷は本作を経て、後年には公害問題を取り上げた『死の国のバトン』、ナチス・ドイツのアウシュヴィッツ＝ビルケナウ強制収容所を取り上げた『私のアンネ=フランク』など、様々な重い題材による「直樹とゆう子の物語」全5部作を書き上げた。

## 評価
広島原爆の被爆者でもある作家・評論家の水田九八二郎は本作を、「戦後児童文学の一極点」と絶賛している。
児童文学研究者の鳥越信は本作を、「松谷にとって最高の作品であり、制作当時の日本児童文学作品の中でも最高の収穫であり、戦後の日本児童文学史の中でも後世にまで残る作品の1つ」と絶賛している。松谷みよ子自身は原爆体験者ではないが、過酷な戦中や戦後を生き延びた人物であり、そうした立場から松谷が戦争への怨念や、生命への限りない愛着、平和への切なる願いが込められた作品であり、児童文学を通じて戦争や平和などの問題を真剣に子供たちに問いかけた作品だと評する声もある。
童話作家の越智由圭は、作品の入口が現代に設定されているために、若年層の読者にとっては何十年も前の出来事である第二次世界大戦や広島原爆の投下も容易に捉えることができる点を、最も評価している。
本作は小学校5年生から6年生向きの作品とされるが、小学校高学年は心身ともに発達し、社会の様子や矛盾を理解し始め、そのような世界を知りたい欲求も強くなる年代であるため、そうした子供たちの欲求に十分に応えられる作品との評価や、本作以前に松谷が多く手掛けていた民話や幼児文学と同様の手法により、年少の読者の心を掴んで離さない語り口で、原爆を語っているとの評価もある。
児童文学者の関英雄は「日本人の原爆体験を、子どもの視点に立って現代の子どもに伝えようとする、野心的な手段の童話風小説である」「原爆の恐怖のイメージは、こういう童話的幻想的手法を用いての間接表現では、そのリアル感に限界があるのは当然だし、むしろ手法の枠内でせいいっぱい書き込んである点を評価しなければならない」と、好意的な意見を寄せている。
児童文学評論家の西本鶏介らは、過酷な戦中戦後を生き延びた松谷みよ子の持つ、戦争への怨み、命あるものへの限りの無い愛着、平和への切なる願いが込められた作品であり、児童文学を通じて戦争や平和などの問題を真剣に子供たちに問いかけた作品だと評する声を上げている。
児童文学評論家の浜野卓也は、戦争体験や原爆を、本作のようなメルヘン仕立てで製作することは、戦争や被爆が美化されることで、被爆などの現実感が希薄するという危険性を示唆しながらも、松谷は生々しい被曝の悲劇性や残酷性を失うことなく象徴化していると評価している。さらに、大人や作家が子供に対して、原爆の惨劇などの戦争体験をどう語り継ぐかという問題に対して、本作のような詩的な形象化による読者への伝達の方法があったことに着目して、「記録文学とは異なる作家特有の、あやしくももの狂おしい深層情念を汲みあげ、よくぞそれを形象化（作品化）したと感動させる資質の輝きがある」「児童文学の世界において、かつてこれほど怨念深き作品があったであろうか」と絶賛している。
児童文学者の久保喬は、原爆のような大きな問題を捉えながらも、公式的、類型的なものは書かず、松谷らしく童話的で幻想的に、詩情を豊かに、きめ細やかな完成度の高さを評価している。
2022年公開のアニメ映画『すずめの戸締まり』は、登場人物の「宗像草太」が椅子に姿を変えられ、この椅子が主人公の「岩戸鈴芽」と、震災で失われた母を結びつける存在とされていることから、文筆家・民俗学者の畑中章宏は、災厄による死者を隠喩する存在として椅子を用いている点において、本作を『すずめの戸締まり』に先駆けた作品と見ている。
そうした好評価の一方で、久保喬は、椅子が言葉を話し、空き家で帰って来ない少女を待つという設定は、ファンタジーとしては面白いものの、これは個人的な宿命感や詩的な情緒のようなものが主となっている世界であり、原爆そのものと強い関わり合いが無いとしている。そして、原爆のような問題や、その真実の描写のためには、より現実的な視点な視点が必要であることから、本作は空想的な雰囲気が主となっているために原爆を直に捉える観点が不明確になっていると批判している。
児童文学作家の那須田稔もまた本作について、原爆の問題よりむしろ、「イーダ」という名の少女の謎を追うという推理小説に近い面、椅子が喋るというSFに近い面が多すぎると述べている。実際に那須田の周囲にいる年少の読者も、原爆よりむしろ、そうした面に興味を抱く読者が多いといい、作者である松谷の狙いと、実際に読者が抱く興味がずれていると指摘している。著者である松谷が原爆を体験していないため、原爆の現実を描き切っていないとの批判もあった。
こうした久保や那須田らのような批判に対しては、本作が原爆の悲惨さを正面からとらえていないこと、本作で原爆のすべてがわかるわけではないことを肯定しつつも、「子供たちが作品に浸りながら、原爆のことを考える手がかりの一つになりうる」との意見もある。
また、推理小説には二度読むと興味が失せるという大きな問題があり、本作も同様の問題を孕んでいるとの指摘もある。関英雄もまた、先述のように好意的な評価を寄せる一方で、推理小説のような体裁に伴う問題として、再読に耐えるかどうかとの問題点を指摘している。

### 受賞歴
- 1979年（昭和54年） - 国際児童図書評議会 国際児童年記念特別アンデルセン賞 優良作品[42]

## 映画
1976年（昭和51年）11月6日公開。英語名は「Two Iida」。母と子の愛情を通じて真のヒューマニズムを謳い上げることを目的に、反戦ファンタジーとして製作された。
本作は2024年現在、DVD・Blu-rayなどのビデオソフト化は一切行われていない。
テレビでの再放送も70年代・80年代には度々行われていた本作だが、平成以降は長年再放送に恵まれず、視聴困難の作品であったが、2017年8月にCS・日本映画専門チャンネルの企画コーナー「蔵出し名画座」内にて、本作のHDリマスター版の再放送が実現した。
ビデオソフト化は一切行われておらず、視聴困難の作品であったが、2017年8月にCS・日本映画専門チャンネルにて、再放送が実現した。

### キャスト
- 相沢美智: 倍賞千恵子[48] - 直樹とゆう子の母。ルポライター[49]。
- 相沢直樹: 上屋建一[48]
- 相沢ゆう子: 原口祐子[48]
- 須川利一郎: 森繁久彌[48] - 美智の父、直樹たちの祖父
- 須川菊枝: 高峰秀子[48] - 美智の母、直樹たちの祖母
- 岡研二: 山口崇[48] - 美智の同僚のカメラマン[49]
- 氷屋のおばさん: 田中筆子[48]
- トラックの運転手: 砂塚秀夫[48]
- 川底の男: 村田啓而[48]
- 椅子: 宇野重吉（声）[48]

### 製作背景（映画）
映画監督の山田洋次は、1971年（昭和46年）頃に自分の娘から本作のことを聞かされた。当時小学生であった娘の口を通してもなお、その幻想的なイメージによって本作に強く魅了されたことから、映画化を企画し、松谷みよ子に承諾を得て、脚色に取りかかった。しかし山田の作成した第一稿は、山田自身の目から見れば、原作には到底及ばなかった。そのために一時は製作が頓挫したまま数年が経過し、製作を再度軌道に乗せることに難航を強いられていたが、松山善三が製作に参加することにより、製作の再開に成功した。
製作当時は広島原爆と長崎原爆の31年後であり、その間に被爆体験の無い新たな被爆二世、被爆三世が生まれていることから、原水爆禁止を願う日本人はもとより、平和と人類の幸福を願う全世界の人々の両親に訴える作品として製作された。
製作にあたっては、製作協力券付きのシナリオパンフレットを普及して製作資金を調達し、さらに多くの人々からシナリオへの意見をもとに、山田洋次も参加して決定稿を作成するという、当時としては斬新な方法がとられた。シナリオパンフレットは約20万部が売れ、この映画は約20万人の人々によって作られたとも言える。パンフレットにおいては、一見平和に見える世の中でも、未だに原爆被爆者や、公害病で苦しんでいる者が存在することを、松山善三が「障子を破くと被爆がある」と表現しており、平和の陰に存在するそうした者たちに目を向けなければ、真の平和教育はあり得ないことが訴えられた。
映画の脚本は、原作と異なる点が多い。その中でも最大の違いは、りつ子の存在が省略された点である。原作の設定では、りつ子の年齢は20歳代だが、映画は公開時点（1976年）の時代設定での製作のため、1945年の被爆当時に3歳だと、原作よりも約10歳ほど年上になってしまう。そのために、直樹たちの母である美智が被爆者、直樹たちは被爆二世として設定され、被爆二世が主人公とされている。プロデューサーの山口逸郎は、被爆二世が明るく元気に育ったことを表現することで、これこそ被爆二世だということを描写したかったという。松山善三も、単なる原爆映画ではなく、美しい童話の描写として原爆を取り上げることで、日本全国の母親と子供たちに見てもらえることを目指したという。直樹とゆう子の年齢がそれぞれ小学4年生、3歳に改められたといった設定変更もある。
また、直樹とゆう子と椅子による幻想的な物語と並行して、美智の同僚カメラマンの広岡が美智に求婚し、美智が被爆者ゆえに迷うエピソードが描かれている。こうした場面を通じて、被爆者や被爆二世への不当な偏見や、思いやりの欠如への批判をも含めた作品に仕立て上げられている。
1976年8月6日、広島で平和記念日の実景の撮影からクランクインし、10日から東宝撮影所でセットでの撮影が行われ、9月3日から岡山県御津町に洋館のオープンセットを建設し、200年の歴史を持つ萱ぶき屋根の家を借りきってのロケセット、広島ロケなどを行ない、9月28日にクランクアップした。
製作スタッフにとって最大の問題は、椅子をどうやって動かすか、ということだった。ホラー映画のようになってはいけないし、笑いを誘うようなことになってもいけないとして、巧みに動すことが考慮された。この椅子の操演には、人形劇団ひとみ座の協力があった。ゆう子を演じた子役の原田祐子は、本作ですっかり人気者となった。
作中で水中の原爆犠牲者を描写する場面では、特殊効果としてスキャニメイトが用いられた。これにより製作スタッフは、フィルムとビデオの共存時代の1つの指針を得ることとなった。
松谷みよ子は、大衆の前での語りを苦手とするために講演の場を避けていたが、この映画の上演運動に伴い、平和教育の講演の場に足を運び、千人余りの人々を前にし、平和について語った。

### 評価（映画）
映画評論家の荻昌弘は本作を、「幻想と現実からなる2つの世界を、ひとつの映像ドラマへ化合させるという難しい領域へ、これまでにない自然な足取りで入ってゆくことに成功した映画」と評価しており、その成功の要因を、山田洋次の協力による脚本のリアリティ、子役の原口祐子の無邪気な名演と分析している。映画評論家の瓜生忠夫は兄妹と椅子の幻想手的な世界と、母の厳しい現実性の調和により、作品の成功に繋がったと評価している。子供たちの世界にある幻想と現実を、美しく映像化し、広島の被爆者たちの悲傷の思いを静かに描いた作品との評価もある。
一方で瓜生忠夫は、森繁久彌、高峰秀子、倍賞千恵子、山口崇の演技の質がそれぞれ異なるために統一のとれていない点や、原爆の問題や被爆者を想う感情表現が誇張が目立って現実的でない点などを、本映画の欠点として挙げている。作中では、直樹たちの祖父母が被爆体験を語っており、映画評論家の福岡翼は、この被爆体験という現実と、直樹たちと椅子の織り成す幻想的な物語が、一本化せずに分離したままであることを批判している。

#### 受賞歴（映画）
- 1976年（昭和51年） - 第30回日本映画技術賞[58][60]

## 舞台
2000年（平成12年）に劇団仲間により舞台化され、2月20日から24日にかけて、東京都池袋の東京芸術劇場で上演された。脚色は演劇集団 円の宋英徳、演出は劇団前進座の鈴木龍男による。その後も、2003年（平成15年）6月には栃木県宇都宮市や北海道札幌市、2004年（平成16年）7月には愛知県名古屋市などでも上演された。